# 직환 전쟁
직환전쟁(直皖戰爭) 혹은 안직전쟁(安直戰爭)은 1920년 7월 14일에 발생한 전쟁으로, 직계(直系) 조곤(차오쿤)(曹錕)과 환계(皖系) 단기서(돤치루이)(段祺瑞)가 북양정부(北洋政府) 통치권을 쟁탈하고자 경진(京津, 북경과 천진) 지역에서 벌인 전쟁이다. 당시 조곤은 지방 군구(軍區) 책임자였고, 단기서는 중화민국정부(中華民國政府)의 변방독판(邊防督辦)으로, 법률적으로 직환전쟁은 지방 군인이 중앙정부에 저항한 군사 정변이다.

## 원인
1916년 6월 원세개(위안스카이)(袁世凱) 사후, 민초법통(民初法統) 즉 중화민국임시약법을 회복하고자 부총통(副總統) 여원홍(리위안훙)(黎元洪)이 중화민국대총통(中華民國大總統)을 계임하고 풍국장(펑궈장)(馮國璋)은 부총통에 당선되었다. 1917년 여원홍과 단기서(돤치루이)(段祺瑞)는 대독일 선전포고안으로 대립하였지만, 이때 여원홍은 실권이 없었고 단기서와 풍국장 등의 실력파 군인이 실권을 장악하고 있었기에, 제1차 부원지쟁(府院之爭)이 발생하였다. 여원홍은 독군단(督軍團) 맹주 장훈(장쉰)(張勳)에게 변군(辮軍)을 이끌고 북경에 들어와 화해할 것을 요청하였지만, 장훈은 청(淸)의 마지막 황제 애신각라부의(아이신기오로 푸이)(愛新覺羅溥儀)를 황제로 옹의하고 제제(帝制)를 회복하였으니 이것이 장훈복벽(張勳復辟) 혹은 변군복벽(辮軍復辟)이라 하는 사건이었다. 1917년 7월, 단기서의 토역군(討逆軍)은 장훈을 몰아내었고,여원홍도 쫓아내었으며, 풍국장을 총통에 앉히고 단기서는 다시 국무총리(國務總理) 겸 육군총장(陸軍總長)을 맡았으며, 북양군(北洋軍)은 풍국장의 직계와 단기서의 환계로 분화되었다.
풍국장은 평화통일을 주장하였으나, 단기서는 임시약법 폐기, 국회 철회, 무력통일, 파병을 통한 손문(쑨원)(孫文)과 서남군벌(西南軍閥) 당계요(탕지야오)(唐繼堯)와 육영정(루롱팅)(陸榮廷) 연합의 호법운동(護法運動) 세력의 토벌을 주장하였다. 이로써 제2차 부원지쟁이 빌생하였다. 1917년 8월, 단기서는 심복 부량좌(푸량줘)(傅良佐)를 호남독군(湖南督軍)으로 임명하고 이를 기회로 환계 세력을 확장하였다. 직계 전선 군관은 파병을 중지하고 전쟁을 반대하였다. 이로써 직계와 환계의 갈등이 표면화되었다.
1918년 8월 2일, 직계 장령 오패부(우페이푸)(吳佩孚)는 전보를 통하여 전쟁을 중지하고 북쪽으로 귀환하였다. 8월 12일, 북경 안복국회(安福國會)가 개막, 9월 4일 국회는 서세창(쉬스창)(徐世昌)을 총통으로 선출하고 직계 풍국장의 임기가 완료되자 풍국장과 단기서는 서로 공동 퇴임하고 동시에 단기서는 총리직을 사임하기로 약속하였으나, 막후에서 단기서는 국무원(國務院)을 통제하였다.
1919년 5.4운동(五四運動) 중에 직계가 몰래 산동(山東)과 호북(湖北) 각지 시위를 지원하여 단기서 정부에 타격을 가하여 민의 지지도를 하락시키려 하였으나, 12월 풍국장이 병사하면서 직환전쟁은 점차 첨예화되었고, 조곤과 오패부는 도환(倒皖, 환계 타도)를 계획하기 시작하고, 창끝을 서수쟁(쉬수정)(徐樹錚)과 안복계(安福系)로 돌렸다.

## 과정
1920년 4월, 조곤은 보정(保定)에서 직례성(直隸省)(직直), 강소성(江蘇省)(소蘇), 강서성(江西省)(감贛), 호북성(湖北省)(악鄂), 하남성(河南省)(예豫), 봉천성(奉天省)(봉奉), 길림성(吉林省)(길吉), 흑룡강성(黑龍江省)(흑黑) 8개 성의 군벌 대표 회의(8성군벌대표회의八省軍閥代表會議)를 개최, 8개 성의 반환(反皖) 동맹을 결성하였다. 5월, 조곤은 오패부에게 형양(衡陽)에서 직군(直軍)을 거느리고 북상하여 보정에 오게 하였다. 7월 1일, 조곤과 오패부는 '직군장사고변방군장사서(直軍將士告邊防軍將士書)'를 발표하였다. 7월 4일, 직계는 총통 서세창에게 서수쟁의 서북변방총사령(西北邊防總司令) 직무를 철회하고 서수쟁에게 '원위장군(遠威將軍)'이라는 허직을 줄 것을 강요하였다. 단기서는 대노하여, 7월 8일 서세창에게 오패부의 직무를 철회하는 조처를 내릴 것을 강요하였다. 동시에 직계와 환계는 총동원 상태에 진입하였다.
7월 14일, 마침내 전쟁이 발발하였다. 양군은 경한철로(京漢鐵路) 상의 탁주(涿州), 고비점(高碑店), 유리하(琉璃河) 일대와 진경철로(津京鐵路)에서 개전하였다.
직군은 토역군(討逆軍)이라 칭하고, 두 로(路)로 나뉘었다. 북경에서 보정까지의 경한철로를 따라 형성된 서로(西路)를 주요 공격 방향으로 하고, 오패부는 전적지휘부총사령(前敵指揮部總司令) 겸 서로총지휘(西路總指揮)가 되었다. 조영(曹瑛)은 동로총지휘(東路總指揮)가 되었다. 그리고 따로 제1혼성려(第一混成旅) 여장(旅長) 왕승빈(왕청빈)(王承斌)을 파견하여 정주(鄭州)에 주둔시켜 후로총지휘(後路總指揮)로 삼았다.
환군(皖軍)은 정국군(定國軍)이라 칭하고, 단기서를 총사령(總司令), 서수쟁을 부총사령(副總司令) 겸 참모장(參謀長), 단지귀(돤즈구이)(段芝貴)를 전적지휘부총사령(前敵指揮部總司令)으로 삼았다. 직계 공세가 조금 꺽이기 시작하자, 환계 서로제1사(西路第1師) 사장(師長) 곡동풍(취통펑)(曲同豐)이 부대를 이끌고 직군을 맹공격하여 직군은 고비점으로 후퇴하였다. 환군 동로 서수쟁은 서북변방군사독립려(西北邊防軍四獨立旅)를 가지고 장장(張莊), 채촌(蔡村), 양촌(楊村)으로 진공하였다.
7월 15일, 상해(上海) 114개 단체가 전보를 통하여 오패부 지지를 선언하였다.
7월 17일, 오패부는 군대를 이끌고 송림점(松林店)을 기습하였고 곡동풍을 생포하였으며, 환군 서로는 궤멸하였다. 직군이 탁주를 점령하면서 장신점(長辛店)으로 추격하였다. 환계 동로 서수쟁 부대가 직군을 몰아내고 북창(北倉)과 이가취(李家嘴) 일대에 이르자, 이때 봉군(奉軍) 대군이 변경을 압박하여 직군과 결합하였고, 패전의 기세를 승세로 돌렸다.
7월 19일, 압박을 받고 단기서는 사직하였다. 이 전쟁은 5일동안 발생하였지만 환군은 대패하였으며 수만의 새로 조직한 변방군(邊防軍) 절반 이상이 사라졌다.
7월 23일, 직군과 봉군은 북경으로 돌아왔고 남북원영방(南北苑營房)을 접수하였으며, 안복국회의 해산을 명하고 왕읍당(왕이탕)(王揖唐), 서수쟁, 단지귀 등 10명의 수배령을 내렸다. 서수쟁 등은 일본으로 망명하였다. 7월 26일, 서세창은 오패부에 대한 처분을 취소하였다.

## 이후
이 전쟁으로 양측 사상자는 200여 명이었다. 전후 조곤은 서세창에 의해 직례•산동•하남 3성의 순열사, 이른바 직로예삼성순열사(直魯豫三省巡閱使)가 되었고, 오패부는 부사(副使)가 되었으며, 직로예순열부사서(直魯豫巡閱副使署)를 세웠다.
동시에 직계와 구계계(舊桂系) 육영정이 연락하여 직계는 북경에서 환계 단기서를 몰아내고 구계계는 광동(廣東)에서 손문을 몰아내기로 약속하였다. 직환전쟁 발발 이후 얼마 되지 않은 1920년 8월 11일, 구계계 부대는 광동 조산(潮汕, 조주와 산두) 지역에 주둔한 진형명(천즁밍)(陳炯明)의 건국월군(建國粤軍) 혹은 국민혁명군제4군(國民革命軍第四軍)을 공격하였으니, 이것이 바로 제1차 월계전쟁(第一次粤桂戰爭)이다.

## 같이 보기
- 군벌 시대